# 月刊新根室
『月刊新根室』（げっかんしんねむろ）は、有限会社総合企画（中標津町）が発刊する道東の月刊誌である。北海道道東地域の政治や経済を中心に幅広い内容を扱う総合誌。

## 歴史
1979年創刊。

## 発行
- 発行所 有限会社総合企画 北海道 標津郡中標津町 大通北3丁目
- 編集発行人五十嵐徹
- 印刷所 雨宮印刷

## 主な連載
- 原野の誘惑　豊原地区と私たち　玉井裕志
- 楽しく美味しいワインパーティー
- 徒然月見草
- 版画を作りながら

## 主な刊行書籍
- 1997年11月 赤いグラスのいい出逢い( ISBN 978-4896107128 ) (牧野昭一著)
- 2009年7月 北海道紀行 道東編 見る・歩く・登る （菅原真一著）